# 1. jugoslawische Fußballliga 1927
Die 1. jugoslawische Fußballliga 1927 war die fünfte Spielzeit der höchsten jugoslawischen Spielklasse im Fußball der Männer. Sie begann am 5. Juni 1927 und endete am 10. Juli 1927.
Meister wurde Hajduk Split.

## Modus
Die beiden Regionalverbände Belgrad und Zagreb waren mit jeweils zwei Mannschaften vertreten. Die drei Sieger der Regionalverbände Belgrad, Zagreb und Split qualifizierten sich direkt für die Endrunde. Die übrigen vier Sieger und die Zweitplatzierten aus Belgrad und Zagreb spielten um weitere drei Plätze für die Endrunde.
Erstmals wurde der Meister im Ligamodus ermittelt. Die sechs Mannschaften spielten jeweils einmal gegeneinander. Der Meister und Vizemeister qualifizierte sich für den Mitropapokal.

## Teilnehmer und Spielorte
| Verein               | Stadt     | Fußballverband            |
| -------------------- | --------- | ------------------------- |
| Belgrader SK         | Belgrad   | Regionalverband Belgrad   |
| SK Jugoslavija       | Belgrad   | Regionalverband Belgrad   |
| Ilrija Ljubljana     | Ljubljana | Regionalverband Ljubljana |
| Hajduk Osijek        | Osijek    | Regionalverband Osijek    |
| SAŠK Sarajevo        | Sarajevo  | Regionalverband Sarajevo  |
| Hajduk Split         | Split     | Regionalverband Split     |
| SAND Subotica        | Subotica  | Regionalverband Subotica  |
| HŠK Građanski Zagreb | Zagreb    | Regionalverband Zagreb    |
| HAŠK Zagreb          | Zagreb    | Regionalverband Zagreb    |

## Qualifikation
| Datum      |                  | Ergebnis |                      |
| ---------- | ---------------- | -------- | -------------------- |
| 26.05.1927 | Ilrija Ljubljana | 5:0      | HŠK Građanski Zagreb |
| 29.05.1927 | SAŠK Sarajevo    | 2:1      | SK Jugoslavija       |
| 29.05.1927 | Hajduk Osijek    | 2:2      | SAND Subotica        |
| 30.05.1927 | Hajduk Osijek    | 1:3      | SAND Subotica        |

## Endrunde
| Pl. | Verein           | Sp. | S | U | N | Tore    | Quote | Punkte |
| --- | ---------------- | --- | - | - | - | ------- | ----- | ------ |
| 1.  | Hajduk Split     | 5   | 4 | 0 | 1 | 015:600 | 2,50  | 08:20  |
| 2.  | Belgrader SK     | 5   | 3 | 0 | 2 | 017:160 | 1,06  | 06:40  |
| 3.  | HAŠK Zagreb      | 5   | 2 | 1 | 2 | 011:150 | 0,73  | 05:50  |
| 4.  | SAND Subotica    | 5   | 2 | 0 | 3 | 011:120 | 0,92  | 04:60  |
| 5.  | SAŠK Sarajevo    | 5   | 2 | 0 | 3 | 012:130 | 0,92  | 04:60  |
| 6.  | Ilrija Ljubljana | 5   | 1 | 1 | 3 | 005:900 | 0,56  | 03:70  |

| (M) | amtierender jugoslawischer Meister |

| 1927             | HAJ | BSK | HAŠ | SAN | SAŠ | ILI |
| ---------------- | --- | --- | --- | --- | --- | --- |
| Hajduk Split     |     | 5:1 | –   | –   | 2:0 | 3:0 |
| Belgrader SK     | –   |     | –   | 3:1 | 7:4 | 3:2 |
| HAŠK Zagreb      | 0:4 | 4:3 |     | –   | 3:2 | –   |
| SAND Subotica    | 5:1 | –   | 5:3 |     | 0:4 | –   |
| SAŠK Sarajevo    | –   | –   | –   | –   |     | 2:1 |
| Ilrija Ljubljana | –   | –   | 1:1 | 1:0 | –   |     |